# Ludovico Merlini
Pour les articles homonymes, voir Merlini.
Ludovico Merlini (né le 12 novembre 1690 à Forlì, dans les États pontificaux, Italie, alors dans les États pontificaux et mort le 12 novembre 1762 à Rome) est un cardinal italien du XVIIIe siècle.

## Biographie
Merlini est notamment référendaire tribunal suprême de la Signature apostolique et exerce des fonctions à la "Congrégation des immunités". En 1740 il est élu archevêque titulaire d'Athènes et est consacré le 8 décembre de la même année par Benoît XIV avec comme co-consécrateurs Joseph de Guyon de Crochans et Paul Alphéran de Bussan (en). Il est nonce apostolique en Sardaigne et en Savoie (en) de 1741 à 1753 et président de l'état d'Urbino de 1756 à 1759.
Le pape Clément XIII le crée cardinal lors du consistoire du 24 septembre 1759.